# 6月6日
6月6日是公历一年中的第157天（闰年第158天），離全年结束還有208天。

## 大事紀

### 17世紀以前
- 前575年：晋楚鄢陵之战，晋军和楚军在鄢陵（今河南鄢陵西北）发生战争，楚国战败。
- 1042年：宋仁宗建大名府为北京。
- 1523年：古斯塔夫·瓦薩在斯特蘭奈斯召開的議會上推選成為瑞典國王，導致卡爾馬聯盟瓦解。

### 17世紀
- 1644年：清朝八旗军进驻北京。
- 1660年：瑞典和丹麦在哥本哈根结束两国战争，实现和平，波罗的海向外国船只开放。
- 1674年：在對阿迪勒·沙阿王朝和蒙兀兒帝國發動游擊戰後，希瓦吉自立成為馬拉塔帝國首任君主。
- 1683年：英國牛津大學下轄的阿什莫林博物館正式開放，被公認是英語世界中第一個大學博物館。

### 18世紀
- 1752年：莫斯科发生火灾，三分之一的城区被毁。

### 19世紀
- 1844年：基督教青年会（YMCA）於伦敦成立。
- 1870年：清朝政府允准沿海地区铺设海底電纜。
- 1884年：法国驻大清公使与越南签订《顺化条约》，越南不再承认清朝为其宗主国。
- 1900年：陈其美在上海成立同盟会中部总会。

### 20世紀
- 1912年：20世紀最大的火山爆發開始，在阿拉斯加半島形成諾瓦魯普塔火山。
- 1916年：中華民國大总统袁世凯去世，黎元洪继任大总统，黎元洪令恢复《中華民國臨時約法》，段祺瑞任国务总理。
- 1918年：中國第一家证券交易所，北京证券交易所开业。
- 1925年：克莱斯勒汽车公司成立。
- 1936年：张国焘被迫取消自立的“中国共产党中央”。
- 1944年：第二次世界大戰：由美国、英国、加拿大等国组成的盟军在法国诺曼底的海滩登陆，诺曼底战役爆发，為盟軍反攻奠定基礎。
- 1949年：中国共产党代表黄华与美国代表司徒雷登举行第二次晤谈。
- 1969年：越南南方共和临时革命政府成立。
- 1971年：休斯西部航空706號班機空難，一架麥道DC-9和一架F-4幽靈II戰鬥機在空中相撞，共50人罹難。
- 1975年：非洲、加勒比和太平洋地区国家集团成立。
- 1976年：中国大陆第一座10万吨级现代深水油港，大连新港建成投产。
- 1976年：马来西亚發生双六空难事件
- 1979年：基诺族正式被确认为中國单一民族，成為中國第56個民族。
- 1981年：被誉为“雜交水稻之父”的袁隆平荣获中国第一个特等发明奖。
- 1982年：以色列国防军针对黎巴嫩南部的巴勒斯坦解放组织及叙利亚军队发动大规模进攻。
- 1984年：印度政府军发动蓝星行动，攻入锡克教武装据守的锡克金庙，造成双方至少576人死亡。
- 1984年：苏联工程師阿列克谢·帕基特诺夫推出電子遊戲《俄羅斯方塊》。
- 1985年：香港海外信託銀行宣布停業。
- 1986年：苏联用一枚火箭一次成功发射八颗卫星，所有卫星均沿轨道正常运行。
- 1993年：蒙古國首次舉行總統直接民選。
- 1994年：中國西北航空2303號班機在西安墜毀，導致160人死亡，為中國境內死亡人數最多的航空事故。
- 1996年：香港地鐵機場快綫一個工作台在葵涌倒塌，造成6名工人死亡。

### 21世紀
- 2012年：本世紀最後一次金星凌日。
- 2020年：高雄市第三任市長韓國瑜在罷免選舉中被罢免，為中華民國自行憲以來第一位被罷免且成功的直轄市首長。
- 2021年：美國聯邦參議院達克沃絲、丹·沙利文、克里斯·康斯等3位參議員訪問團上午搭乘C-17運輸機，從韓國飛抵臺北松山機場。
- 2022年：日本科學團隊在隼鳥2號從小行星龍宮帶回的樣本中發現胺基酸，也是首次在地球外確認胺基酸的存在。
- 2023年：位於俄占赫爾松地區的水力發電廠卡霍夫卡水電站水壩遭到炸毀，導致第聶伯河下游發生水災。

## 出生
- 1236年：文天祥，南宋官員（1283年逝世）
- 1584年：袁崇煥，明末抗清人物（1630年逝世）
- 1599年：委拉斯開茲，西班牙畫家（1660年逝世）
- 1606年：皮埃尔·高乃依，法國作家（1684年逝世）
- 1674年：允礽，康熙帝嫡次子，廢太子、理親王（1725年逝世）
- 1772年：瑪麗亞·特蕾莎，神圣罗马帝国皇后（1807年逝世）
- 1799年：亞歷山大·普希金，俄罗斯詩人、现实主义奠基人（1837年逝世）
- 1812年：伊凡·亞歷山大羅維奇·岡察洛夫，俄罗斯小說家（1891年逝世）
- 1829年：本因坊秀策，日本圍棋棋士（1862年逝世）
- 1850年：卡尔·布劳恩，德國物理學家（1918年逝世）
- 1868年：罗伯特·斯科特，英國极地探险家（1912年逝世）
- 1872年：亚历山德拉·费奥多罗芙娜，俄罗斯帝国末代皇后（1918年逝世）
- 1875年：托马斯·曼，德國作家，1929年諾貝爾文學獎得主（1955年逝世）
- 1878年：威廉·江恩，美國金融交易員（1955年逝世）
- 1888年：莊俊，中國建築師（1990年逝世）
- 1889年：埃米爾·恩斯特，德國天文學家（1942年逝世）
- 1895年：亨利·尼古拉斯·岡瑟，美國陸軍士兵，第一次世界大戰中最後一個犧牲的士兵（1918年逝世）
- 1896年：伊塔洛·巴爾博，義大利空軍元帥（1940年逝世）
- 1901年：蘇卡諾，印度尼西亞政治人物，首任印度尼西亞总統（1970年逝世）
- 1903年：阿拉姆·哈恰圖良，蘇聯作曲家（1978年逝世）
- 1906年：馬克斯·奧古斯特·佐恩，德國數學家（1993年逝世）
- 1909年：以賽亞·伯林，英國社會政治理論家、哲學家、思想史家（1997年逝世）
- 1910年：谷正文，台灣情治單位人員（2007年逝世）
- 1912年：鹿間時夫，日本古生物學家（1978年逝世）
- 1916年：哈馬尼·迪奧里，尼日政治人物，首任尼日總統（1989年逝世）
- 1924年：馬悅然，瑞典汉学家（2019年逝世）
- 1932年：大衛·史考特，美國太空人
- 1933年：李紹鴻，香港醫生，首任衛生署署長（2014年逝世）
- 1937年：嚴顺開，中國喜剧影视演员，以根据鲁迅原著拍摄的电影《阿Q正传》中的阿Q角色而闻名（2017年逝世）
- 1937年：何世柱，香港企業家、政界人物
- 1938年：路易斯·加斯東，巴西皇位覬覦者之一，奧爾良-布拉干薩王朝瓦索拉斯分支皇室家族首領（2022年逝世）
- 1939年：路易斯·安德里森，荷蘭作曲家、鋼琴家（2021年逝世）
- 1942年：那須正幹，日本兒童文學作家（2021年逝世）
- 1942年：桑德拉·摩根，澳大利亞女子游泳運動員
- 1944年：呂秀蓮，台灣政治人物，第10、11任中華民國副總統
- 1944年：湯米·史密斯，美國男子田徑、美式足球運動員
- 1951年：陳建仁，台灣政治人物，第14任中華民國副總統，前行政院院長
- 1952年：高橋幸宏，日本創作歌手、鼓手、時裝設計師、作家（2023年逝世）
- 1952年：瑪莎·布萊克本，美國政治人物、商人，現任田納西州聯邦參議員
- 1955年：沈文程，台灣演員、主持人、歌手
- 1955年：李·斯莫林，美國理論物理學家
- 1956年：比约恩·博里，瑞典網球球王
- 1960年：史提芬·范，美國搖滾吉他手、作曲家、歌手、音樂製作人、演員
- 1962年：是枝裕和，日本電影導演、編劇、製片人
- 1962年：詹納羅·桑朱利亞諾，義大利記者、作家、政治人物
- 1965年：緒方惠美，日本女性聲優
- 1966年：福雷·納辛貝，多哥政治人物，現任多哥總統
- 1967年：林美秀，臺灣演員
- 1970年：橫尾太郎，日本電子遊戲總監、編劇
- 1974年：小泽征悦，日本演員
- 1975年：陳綺貞，臺灣創作歌手
- 1975年：羅琦，中國女歌手
- 1976年：矢野志保，日本知名模特兒
- 1978年：唐治平，台灣男演員
- 1980年：椎橋寬，日本漫畫家
- 1980年：皮特·赫格塞斯，美國政治人物，現任美國國防部長
- 1981年：于娜，中國女演員
- 1982年：潘杰明，臺灣歌手
- 1983年：郭敬明，中國作家
- 1984年：柏雪，中國女演員
- 1984年：天宮真奈美，日本AV女優
- 1985年：周揚，中國女演員
- 1986年：田澤純一，日本職業棒球運動員
- 1986年：金賢重，韓國男子偶像團體SS501成員
- 1987年：于浩威，台灣演員
- 1987年：馬海生，中國男歌手
- 1987年：津田麻莉奈，日本歌手
- 1987年：岩岡徹，日本男子偶像團體Da-iCE成員
- 1989年：賴琳恩，臺灣模特兒
- 1990年：NigaHiga，日裔美國Youtube名人
- 1991年：林柏叡，臺灣男演員、模特兒
- 1991年：孫東雲，韓國男子偶像團體Highlight成員
- 1992年：熊梓淇，中國男演員、歌手，臺灣男子組合SpeXial成員
- 1992年：金泫雅，韓國女歌手，韓國女子偶像團體4minute前成員
- 1992年：謝孟恭，台灣Podcast節目《股癌》創辦人
- 1993年：孔凡鈺，中國女子自由式滑雪運動員
- 1994年：羅凱鈴，香港女歌手
- 1996年：赫克托·佩雷斯，多明尼加職業棒球運動員
- 1997年：山口茜，日本女子羽球運動員
- 1998年：亞歷克西·克洛德-莫里斯，法國職業足球運動員
- 2000年：孫瀅皓，中國著名偶像、專業伴舞
- 2000年：楷燦，韓國男子偶像團體NCT成員
- 2001年：科爾·霍克，美國男子田徑運動員
- 2001年：拉揚·艾特-努里，阿爾及利亞職業足球運動員
- 2001年：王奕，中國女子偶像團體SNH48成員
- 2004年：黃澤林，香港男子網球運動員

## 逝世
- 1134年：聖諾伯特，天主教會聖人（約1075年出生）
- 1393年：後圓融天皇，日本北朝第5代天皇（1359年出生）
- 1799年：派屈克·亨利，美國律師、種植園主、政治家兼演說家，第一和第六任維吉尼亞州州長（1736年出生）
- 1821年：路易·克洛德·里夏爾，法國植物學家（1754年出生）
- 1861年：卡米洛·奔索，加富爾伯爵，義大利政治家，首任義大利王國首相（1810年出生）
- 1891年：约翰·亚历山大·麦克唐纳，加拿大政治人物，首任加拿大總理（1815年出生）
- 1906年：五百城文哉，日本洋畫家（1863年出生）
- 1916年：袁世凯，北洋政府首领，中华民国大总统（1859年出生）
- 1934年：西奧菲勒斯·品奇斯，英國亞述學家（1856年出生）
- 1937年：許旺，中國共產黨黨員，閩東蘇維埃政府的早期領導人之一（1903年出生）
- 1938年：黃自，中國音樂家（1904年出生）
- 1943年：圭多·富比尼，義大利數學家（1879年出生）
- 1947年：麦新，中國音樂家（1914年出生）
- 1953年：何高俊，香港醫生、教育家（1878年出生）
- 1956年：海勒姆·賓厄姆三世，美國學者、探險家、政治人物（1875年出生）
- 1961年：卡爾·榮格，瑞士心理學家、精神科醫師，精神病学先驱（1875年出生）
- 1962年：伊夫·克萊因，法國藝術家（1928年出生）
- 1968年：羅伯特·弗朗西斯·甘迺迪，美國政治人物，第64任美國司法部長（1925年出生）
- 1976年：保罗·盖蒂，美國石油大亨（1892年出生）
- 1977年：史特凡·伯格曼，波蘭裔美國數學家（1895年出生）
- 1992年：高陽，台灣作家（1922年出生）
- 2005年：曹廣榮，香港政府官员（1933年出生）
- 2008年：冰室冴子，日本小說家（1957年出生）
- 2012年：雷·布萊伯利，美國科幻、奇幻、恐怖小說作家（1920年出生）
- 2012年：三笠宮寬仁親王，日本明仁天皇的堂弟（1946年出生）
- 2012年：李旺陽，中國工人運動領袖（1950年出生）
- 2013年：傑爾姆·卡爾，美國化學家，1985年諾貝爾化學獎得主（1918年出生）
- 2016年：彼得·謝弗，英國劇作家（1926年出生）
- 2020年：許崑源，台灣政治人物，前高雄市議長（1957年出生）
- 2023年：陸元九，中國陀螺儀及慣性導航專家（1920年出生）
- 2023年：弗朗索瓦·吉洛，法國畫家（1921年出生）
- 2024年：槙文彥，日本建築師（1928年出生）
- 2024年：謝爾蓋·諾維科夫，俄羅斯數學家（1938年出生）
- 2025年：熱地，中國政治人物（1938年出生）

## 節假日和習俗
- 联合国俄語日
- 中華民國工程師節
- 中华人民共和国全国爱眼日
- 显忠日
- 瑞典國慶日
- 芬兰咖啡日
- 玻利维亚教師節